# Mila (institut de recherche)
Le Mila est l'Institut québécois d’intelligence artificielle – Quebec Artificial Intelligence Institute (anciennement Montreal Institute for Learning Algorithms), un organisme qui rassemble des chercheurs spécialisés dans le domaine de l’apprentissage profond.

## Historique
Fondé en 1993 au sein de l'Université de Montréal par le professeur et directeur scientifique Yoshua Bengio, l'institut a pour vocation la recherche fondamentale, l'application des technologies en intelligence artificielle et la création de jeunes pousses, dont la moitié sont des entreprises étudiantes. La présidente-directrice générale de l'institut est Valérie Pisano.
Depuis le 28 janvier 2019, l'institut est situé dans le secteur Mile-Ex de Montréal et se veut une collaboration avec plusieurs chercheurs et institutions telles que l'Université de Montréal, l'Université McGill, de HEC Montréal et de Polytechnique Montréal. Le complexe de plus de 8 000 mètres carrés abrite trois cent cinquante chercheurs, des professeurs et des étudiants diplômés voués à la recherche, soixante employés et cent cinquante collaborateurs industriels.
En 2020, Irina Rish, originaire d'Ouzbékistan, détentrice de soixante-quatre brevets et reconnue mondialement pour ses recherches en intelligence artificielle, choisit Mila pour poursuivre ses travaux, après une expérience de vingt ans dans les laboratoires d'IBM aux États-Unis. Elle commence un mandat de sept ans à la tête de la chaire d’excellence en recherche du Canada à l'Université de Montréal, dotée d'un budget de 34 millions.

## Personnel
À la fondation de l'institut, le personnel est composé d'une vingtaine de professeurs associés à HEC Montréal, à l'Université de Montréal, à l'Université McGill et à Polytechnique Montréal et environ 200 chercheurs-étudiants.[réf. nécessaire]
En 2024, l'institut rassemble environ 100 professeurs et 1000 chercheurs-étudiants. La composition des chercheurs viennent de moitié de la population locale et l'autre moitié provient d'Inde, de Chine, de la France et des États-Unis.

## Application de traçage de la Covid-19
En 2020, MILA a des discussions avec le gouvernement du Québec, la ville de Montréal et le gouvernement fédéral. MILA propose, dans un livre blanc, en anglais d'une soixantaine de pages, le développement d'une application, dont l'installation serait une base volontaire, et qui rendrait possible un tel traçage de la Covid-19 en utilisant, notamment, la capacité de géoréférencement des téléphones. La présidente de la Commission d'accès à l'information (CAI), Diane Poitras, a souligné que le contexte législatif du Québec ne permettait pas d'encadrer adéquatement l'utilisation de ces applications, entre autres pour des questions de vie privée. La gouvernance est également critiquée car les données ne serait pas géré par le gouvernement, mais par une structure privée sous la forme d'une OBNL dont la gouvernance est peu claire.
Par la suite, MILA développe une application de traçage nommée COVI, destinée à calculer le niveau de risque d'être infecté par la maladie à coronavirus Covid-19,. Elle vise le déconfinement personnalisé et adapté plutôt que le confinement général et strict. L'application recueille des informations sur les utilisateurs afin de calculer la probabilité d'être infecté par le coronavirus.
L'application de MILA n'est pas endossée pour le gouvernement du Canada, du Québec ou la Ville de Montréal. MILA indique qu'elle cesse le développement de COVI au début de mois de juin 2020.

## Partenariat
L'institut de recherche a des partenariats avec les sociétés pharmaceutiques Novartis et Roche.
L'institut de recherche travaille avec Hydro-Québec pour utiliser des algorithmes pour prédire la radiance du soleil pour optimiser l'accumulation d'énergie solaire.
L'institut de recherche travaille également avec le Canadien National (CN).
L'institut de recherche travaille avec la Caisse de dépôt et de placements du Québec.